# Mesko (Unternehmen)
Mesko S. A. ist ein polnisches Rüstungsunternehmen, das in Skarżysko-Kamienna den Hauptsitz hat. Der aktuelle Vorstandsvorsitzende ist Tomasz Stawiński.

## Unternehmensgeschichte

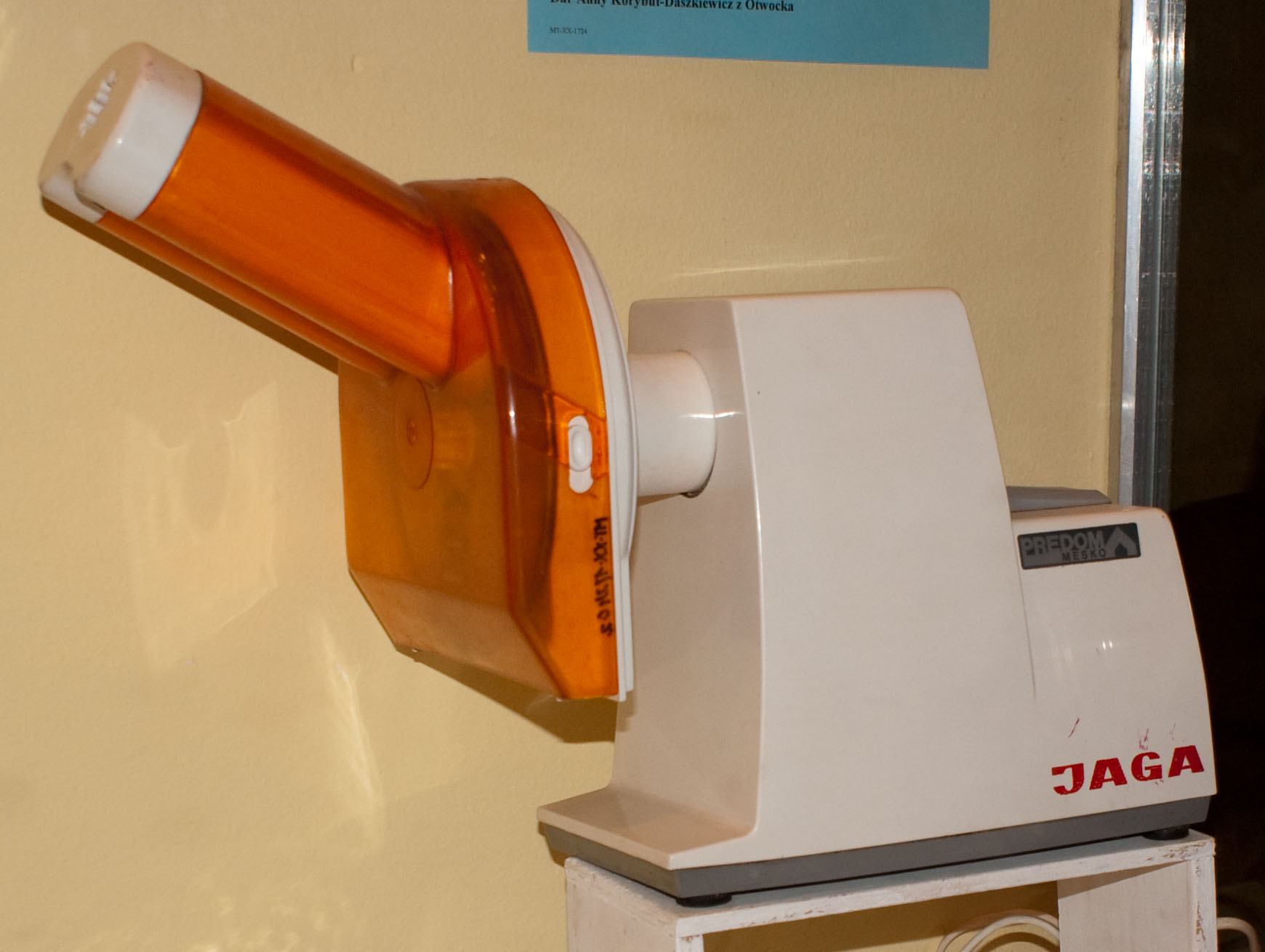
Elektrische Universal-Küchenmaschine EM-1 „JAGA“

Im Jahr 1922 beschloss der polnische Ministerrat den Aufbau eines staatlichen Rüstungsbetriebes, der den Namen Państwowa Fabryka Amunicji „MESKO“ erhielt. Als Standort wurde die ländliche Siedlung Kamienna ausgewählt, die im Zuge der Fertigstellung der Fabrikanlagen zur Stadt names Skarżysko-Kamienna erhoben wurde. Das Mesko-Werk wurde zum wichtigsten Arbeitgeber in der Region und belieferte die neu gegründeten Polnischen Streitkräfte mit Gewehr- und Artilleriemunition. In den 1920er- und 1930er-Jahren beschäftigte das Unternehmen mehrere Tausend Personen und galt als eine der modernsten Rüstungsfabriken Europas.
Nach dem Überfall der Wehrmacht sollte die Produktion zunächst weitergeführt werden, bevor das Unternehmen von zwei deutschen Firmen übernommen wurde. Das Werk Nr. 1 wurde von der HASAG übernommen und die Firma Richling übernahm das Werk Nr. 3, wo Zünder hergestellt wurden. Während des Zweiten Weltkrieges wurde die Produktion von Munition, unter anderem für den Karabiner 98k, fortgesetzt. Hierbei kam es auch zu Deportationen von Arbeitskräften und Exekutionen von jüdischen Angestellten. Im Zuge der Operation Bagration rückte die Rote Armee immer weiter Richtung Westen vor und es wurde entschieden, die Werkzeugmaschinen zu demontieren. Im Jahr 1944 erfolgte eine Verlegung des Unternehmens mitsamt der Arbeiter nach Tschenstochau, später ins Deutsche Reich.
Mit der Gründung der Volksrepublik Polen stieg in den 1950er- und 1960er-Jahren die Zahl der Beschäftigten wieder deutlich an, die Produktionskapazitäten wurden ausgebaut und die Produktpalette wurde diversifiziert. Neben militärischer Ausrüstung wurde auch für den zivilen Markt produziert. So wurden unter anderem Textilmaschinen, Webstühle, Haushaltsgeräte, Leuchtmittel und Lampen sowie PKW-Anhänger und Gasherde produziert.
Im Zuge der Unternehmensumstrukturierung, bedingt durch den Zerfall des Kommunismus in Polen, wurde die zivile Produktionssparte an kleinere Unternehmen übergeben, was Mesko die Möglichkeit gab, sich wieder auf das Kerngeschäft zu konzentrieren und es gleichzeitig auf ausländische Märkte auszuweiten.
Seit 2005 gehört Mesko zur Industriegruppe Polski Holding Obronny.

## Militärische Produkte
Quelle
- PPZR Grom – MANPADS
- PPZR Piorun – MANPADS
- SPIKE-LR – Panzerabwehrlenkwaffe (Lizenzproduktion)
- NLPR-70 – ungelenkte Luft-Boden-Rakete
- Unterschiedliche Munitionsarten verschiedenen Kalibers, wie z. B. Gewehr-, Mörser-, Artillerie- und Panzermunition

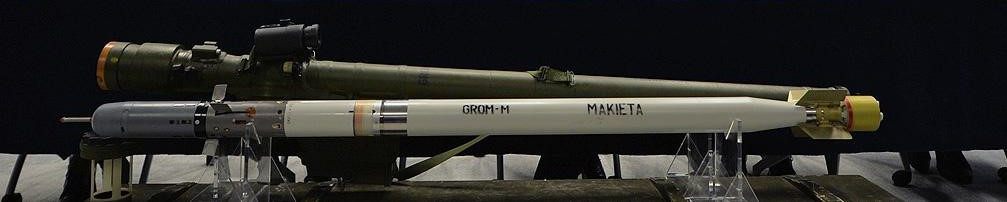
PPZR Grom
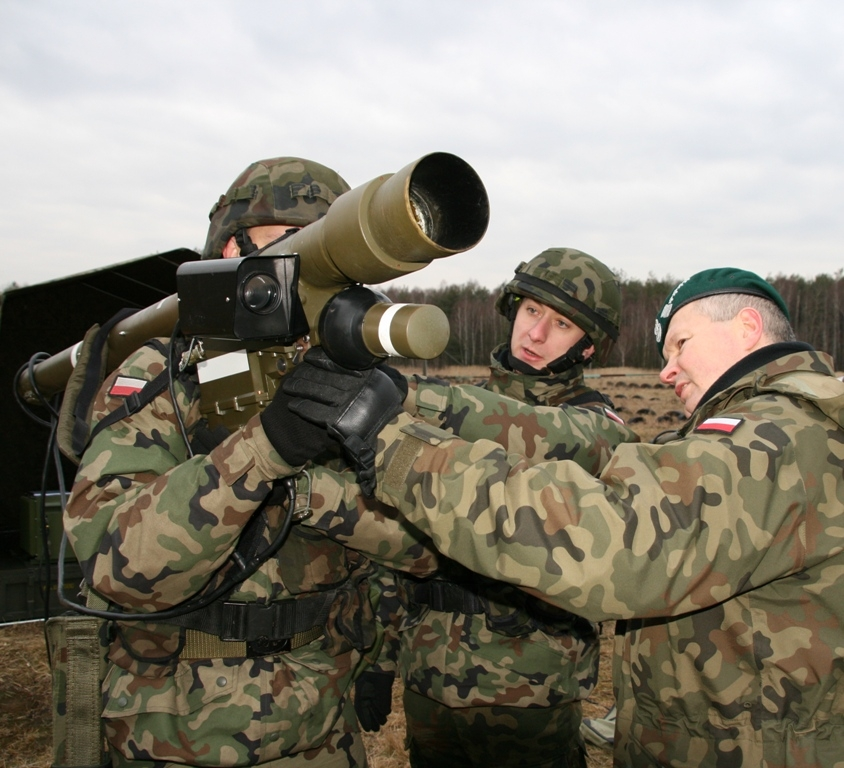
PPZR Piorun
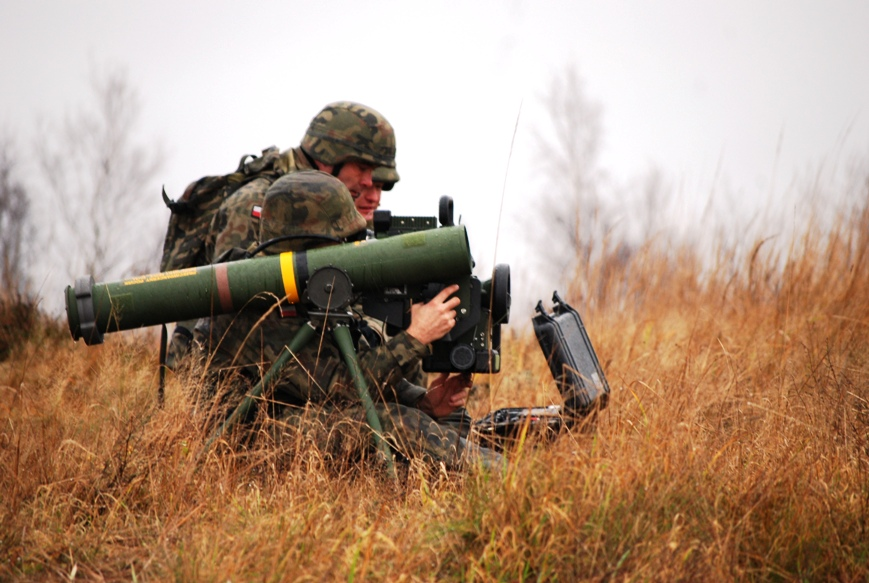
SPIKE-LR aus polnischer Lizenzproduktion